# 7 червня
7 червня — 158-й день року (159-й в високосного року) в григоріанському календарі. До кінця року залишається 207 днів.

## Свята і пам'ятні дати

### Міжнародні
- Всесвітній день продовольчої безпеки.[1] (Резолюція ГА ООН A/RES/73/250)
- День відеомагнітофона.
- День шоколадного морозива.
- День сонцезахисних окулярів.

### Національні
- Аргентина: День журналіста.
- Перу: День прапора.
- Киргизстан: День фінансових та економічних працівників.
- Мексика: День свободи вираження. (Día de la Libertad de expresión)
- Мальта: День пам'яті мучеників.

### Релігійні

#### Християнство
Католицька церква:
- День Святого Роберта.

Православна церква:
- Мученика Феодота Анкирського.
- Священномученика Маркеліана, папи Римського, і мучеників Клавдія, Кирина і Антоніна.
- Священномученика Маркела, папи Римського, мучеників Сисинія і Киріака, дияконів, Смарагда, Ларгія, Апроніана, Сатурніна, Папія і Мавра, воїнів, і Крискентіана, мучениць Прискилли, Лукини і Артемії, царівни.
- Мучениць Калерії (Валерії), Киріакії і Марії в Кесарії Палестинській.

## Події
- 1099 — війська хрестоносців під час їхнього першого походу почали облогу Єрусалиму.
- 1498 — Колумб вирушив у свою третю подорож до Нового Світу, під час якої відкрив сучасний острів Гаїті.
- 1775 — Сполучені Колонії змінили свою назву на Сполучені Штати Америки.
- 1903 — у Берліні французький учений Кюрі оголосив про відкриття нового хімічного елементу — полонію, названого на честь батьківщини його дружини-польки Марії Склодовської-Кюрі.
- 1905 — японські війська взяли Сахалін.
- 1919 — у Нью-Йорку вперше проведені письмові тести для одержання посвідчення водія.
- 1919 — розпочалася Чортківська офензива УГА.
- 1920 — уряд Української Народної Республіки переїхав з Вінниці до Жмеринки.
- 1929 — згідно з Латеранськими угодами, в центрі Риму утворено суверенну державу Ватикан.
- 1939 — Третій Рейх уклав пакти про ненапад з Латвією й Естонією.
- 1945 — усім німцям у зонах окупації союзників наказали дивитися фільми про злочини нацистів у Бухенвальді.
- 1963 — відбувся теледебют групи «Роллінґ Стоунз».
- 1967 — Ізраїль узяв під свій контроль Стіну плачу в Єрусалимі.

## Народились
Дивись також Категорія:Народились 7 червня
- 1778 — Джордж Браммел, денді, законодавець мод та вишуканих смаків великосвітської Англії. Ввів у моду сучасний чоловічий чорний костюм з краваткою або шийною хусткою.
- 1794 — Петро Чаадаєв, російський філософ, публіцист («Філософські листи», «Апологія божевільного»).
- 1827 — Георгій Андрузький, український громадський діяч, вчений-юрист, поет.
- 1848 — Поль Гоген, французький художник, один з основних представників постімпресіонізму.
- 1868 — Чарльз Макінтош, шотландський архітектор і дизайнер.
- 1877 — Чарльз Гловер Баркла, британський фізик, лауреат Нобелівської премії з фізики 1917.
- 1883 — Олександр Шевченко, український художник-авангардист, теоретик мистецтва і педагог.
- 1886 — Кость Широцький, український мистецтвознавець.
- 1896 — Імре Надь, угорський політик, прем'єр-міністр Угорської Народної Республіки під час революції 1956 року
- 1911 — Стівенс Брукс, інженер, творець мотоциклів «Harley-Davidson».
- 1916 — Петро Дужий, український письменник, референт пропаганди УПА, почесний громадянин міста Львова († 1997).
- 1925 — Іван Кандиба, український дисидент (†2002).
- 1926 — Анатолій Базилевич, український художник-графік
- 1940 — Том Джонс, англійський поп-співак.
- 1952 — Орхан Памук, турецький письменник, лауреат Нобелівської премії з літератури 2006 року
- 1958 — Прінс, американський рок-музикант.
- 1978 — Владислав Піскунов, український легкоатлет, бронзовий призер чемпіонату світу 1999 р. у метанні молота.

## Померли
Дивись також Категорія:Померли 7 червня
- 1358 — Асікаґа Такаудзі, засновник і 1-й сьоґун сьоґунату Муроматі
- 1492 — Казимир Ягеллон,  великий князь литовський та король польський.
- 1843 — Маркіян Шашкевич, український письменник, громадський і культурний діяч, один з провідників українського національного відродження[3].
- 1843 — Фрідріх Гельдерлін, німецький поет-романтик.
- 1913 — Сільвіо Джуліо Ротта, італійський живописець. Син живописця Антоніо Ротта.
- 1930 — Петро Холодний-старший, український маляр-імпресіоніст, неовізантист, за фахом фізик-хімік (* 1876).
- 1937 — Джин Гарлоу, американська кіноактриса, секс-символ 1930-х років.
- 1938 — Микола Вороний, український письменник, перекладач, режисер і театрознавець, жертва сталінського терору
- 1964 — Михайло Жук, український живописець, графік, педагог і письменник.
- 1965 — Джуді Голідей, американська акторка, володарка премії «Оскар» за найкращу жіночу роль.
- 1966 — Ганс Арп, німецький і французький скульптор, художник, графік, поет, представник абстракціонізму і дадаїзму. Чоловік швейцарської художниці, дизайнера, скульптора та танцівниці Софі Тойбер-Арп.
- 1980 — Генрі Міллер, американський письменник.
- 2015 — Крістофер Лі, англійський актор і музикант.